# Église de l'ancienne Mission
L’église de l’Ancienne Mission (en anglais Old Mission Church) est un édifice religieux protestant de Calcutta, en Inde. Sise à ‘Mission Row’, dans le centre de la ville, cette église construite par le missionnaire suédois Kiernander en 1770 - dont c’était au départ une propriété personnelle - est la plus ancienne église protestante de Calcutta.

## Histoire

### Le missionnaire Kiernander
John Zacharias Kiernander (1710-1799), missionnaire luthérien suédois  arrive en Inde en 1740 où il ouvre  un poste missionnaire à Cuddalore, sur la côte de Coromandel. Il est invité à Calcutta par le gouverneur du Bengale, Robert Clive, lorsque sa mission de Cuddalore est détruite par les forces françaises lors de la bataille de Cuddalore et la chute du Fort Saint-David.  
Avec le soutien de Clive et d’autres du 'Bengal Board' il ouvre à Murghihatta (un quartier de Calcutta) une école pour garçons, anglais et indiens, dans une maison qui lui est prêtée. En 1761 une épidémie de choléra emporte sa femme, mais il se remarie en février 1762 avec Ann Wolley, une riche veuve. Ce qui lui permet de réaliser bientôt un projet qui lui tient à cœur: une église pour sa mission. 

### Construction de l’église
Un terrain est acheté en 1767 et, au mois de mai de la même année, les fondations d’une église sont posées, suivant les plans de l’architecte danois Bontout de Melvill (qui mourut avant la fin des travaux). Il l’appelle ‘Beth Tephillah’ (maison de prière). L’église est consacrée en décembre 1770. Presqu’entièrement financée par lui-même (et la fortune de sa femme) elle est connue localement comme ‘église rouge’ (Lal Girja) étant donné la couleur de sa façade.
En 1773 Kiernander perd sa seconde femme, qui lègue ses bijoux à la mission, ce qui permet, en 1774, la construction de l’école derrière l’église (aujourd’hui maison paroissiale). Constructeur dans l’âme Kiernander édifie également un home pour femmes âgées indigentes et, en 1776, un mur autour du cimetière de la mission (où sa femme est enterrée), afin de le protéger. 

### Banqueroute
En 1767 Kiernander est victime des opérations immobilières de son fils Robert, âge de 29 ans. Il s’était porté garant pour lui, et lorsque son fils est déclaré en faillite, Kiernander perd ses biens, y compris l’église de la Mission sur laquelle furent placés des scellés. Heureusement des amis haut placés interviennent, dont Charles Grant, qui rachètent l’église et la confient à un conseil d’administration, ce qui permet de la rouvrir au culte et au travail missionnaire.  
Mais Kiernander, miné par cette mésaventure et de santé défaillante, confie son travail à d’autres et se retire à Chinsurah comme pasteur de la communauté protestante hollandaise. Il meurt octogénaire en 1799.

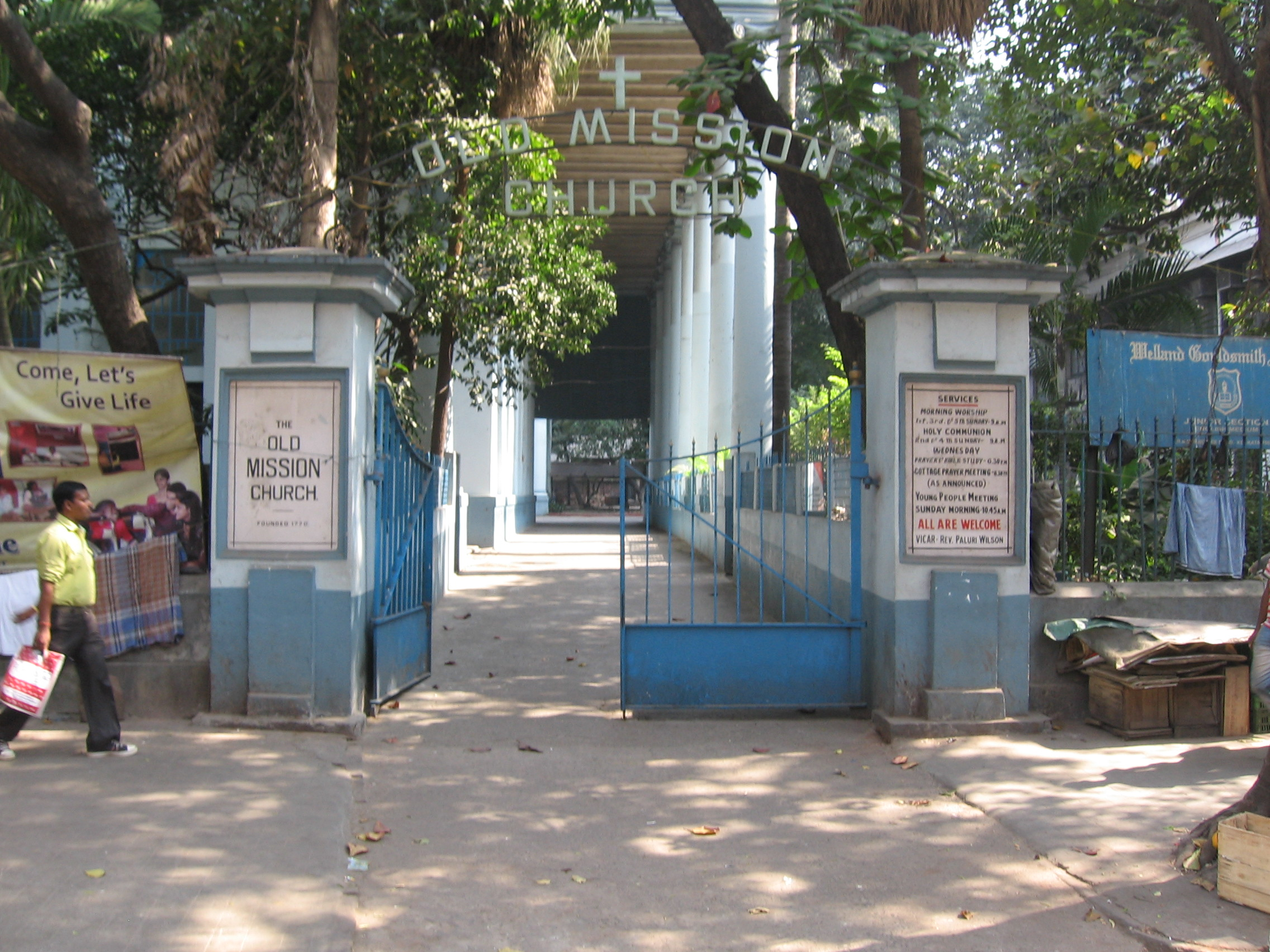
Le portail d'entrée conduisant au porche

### XIXeetXXesiècles
En 1793 un nouveau chœur est aménagé dans l’église. Pour la dernière fois Kiernander visite ‘son’ église lors de son inauguratiton. D’autres transformations sont faites durant le XIXe siècle. En 1870 elle passe entre les mains de la ‘Mission Church Society’ créée pour gérer ses activités et assurer son entretien. Lors de tremblement de terre de 1897 son clocher s’écroule. Il ne sera pas reconstruit.  
L’église, qui donna son nom à la rue où elle se trouve – la 'Mission Row' – se trouvait au XIXe siècle dans un quartier résidentiel élégant de la capitale de l’empire des Indes. Au XXe siècle, et surtout après l'indépendance de l’Inde, le quartier change complètement de physionomie et devient commercial et administratif.  Aussi l'église est-elle aujourd’hui peu fréquentée.

## Description
L’église est cruciforme au sol, avec une double rangée de colonnes corinthiennes ornant son porche d’entrée.
De nombreuses tablettes commémoratives ornent les murs intérieurs .Ainsi celles de :
- Henry Martyn (1781-1812) qui traduisit le Nouveau Testament en Ourdou et Persan.
- Daniel Corrie (1778-1837), quelque temps pasteur de cette église, qui fut premier évêque anglican de Madras de 1835 à 1837.